# Jacqueline Zünd

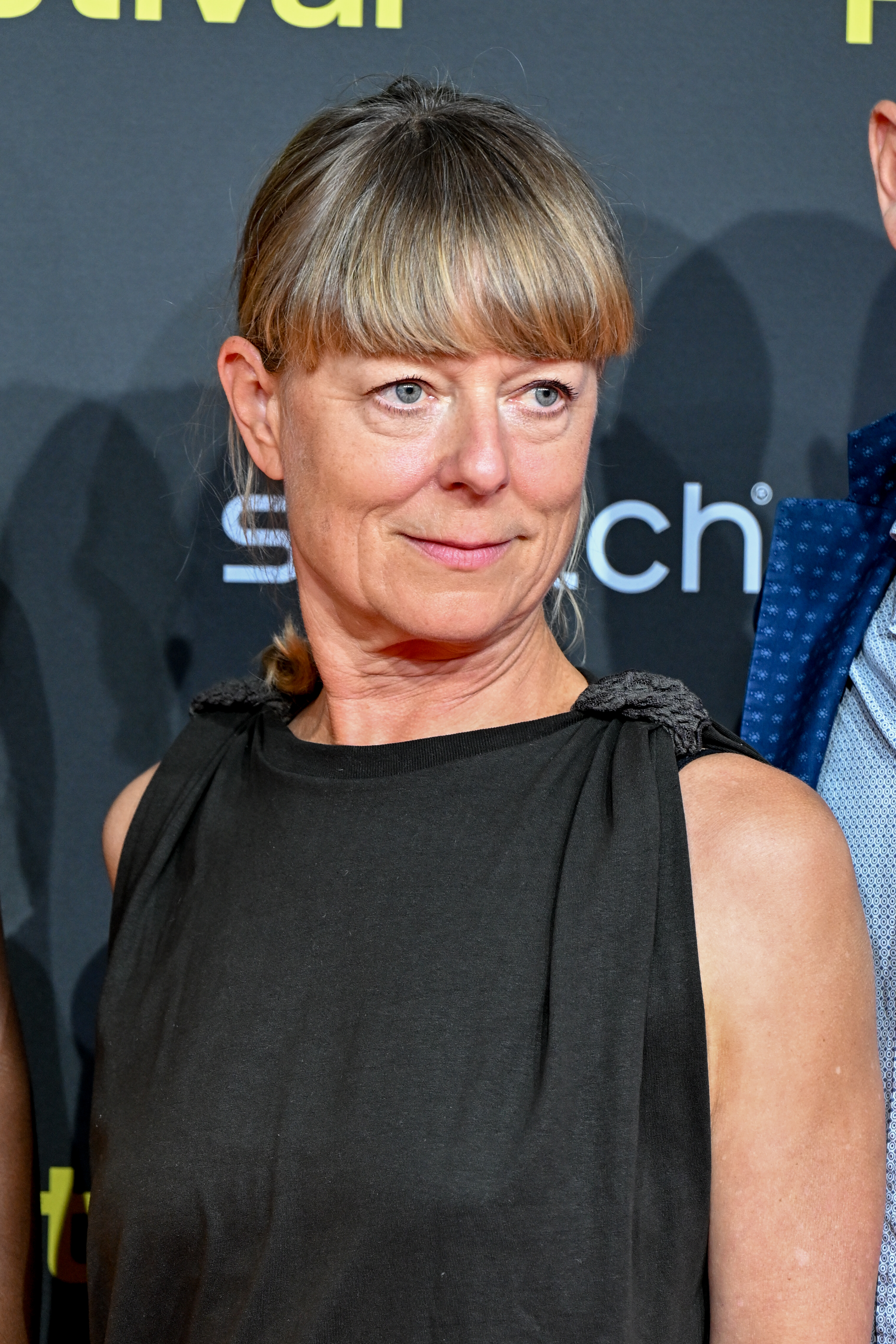
Zünd am Locarno Film Festival (2025)

Jacqueline Zünd (* 1971 in Zürich) ist eine Schweizer Filmregisseurin und Drehbuchautorin.

## Leben und Wirken
Von 1990 bis 1992 besuchte Zünd die Ringier-Journalistenschule, von 1994 bis 1996 die London International Film School. Danach arbeitete sie bis 1998 als Realisatorin beim SRF für die Jugendsendung Zebra. Seit 1998 arbeitet Zünd als freischaffende Regisseurin und Filmproduzentin. Bis 2011 machte sie auch Werbung. Bekannt geworden ist sie mit Dokumentarfilmen fürs Kino, so über Schlaflose, alternde Männer und Trennungskinder. Mit Stefan Jung betreibt sie die Produktionsfirma «real Film» in Zürich. 
Ihre Filme wurden an Festivals wie Locarno Film Festival, DOK Leipzig, Visions du Réel und der Berlinale gezeigt. Sie war mehrmals Gast am International Documentary Film Festival Amsterdam IDFA: Almost There feierte 2016 dort seine Weltpremiere, Where We Belong wurde 2019 im Programm Best of Fests gezeigt, 2021 war sie Teil der Jury für Best First Feature, gemeinsam mit Mahdi Fleifel und Daniella Shreir.
Im November 2022 widmete ihr das Hong Kong Arts Centre eine Retrospektive unter dem Titel: Jacqueline Zünd – Distance and Intimacy.
Im August 2025 wurde ihr erster Langspielfilm Don't let the Sun am Filmfestival Locarno uraufgeführt. Zum Hauptcast des Films gehören unter anderem Levan Gelbakhiani und Karidja Touré.
Zünd ist Mutter eines Kindes und geschieden.

## Rezensionen
„Der dritte Dokumentarfilm der 48-jährigen Zürcherin ist eine sanfte Wucht, mit viel Atem und sorgfältig komponierter Bildsprache.“

„Zünd porträtiert im für sie typischen Stil – absolute Ästhetik, inszenierte Dokumentation, authentische und ehrliche Charaktere […]“

## Filmographie (Auswahl)
- 1996: Rastlos (Kurzfilm)
- 2001: So Much (Kurzfilm)
- 2001: Toshko 1–5 (Kurzfilm)
- 2001: Unser Mann im Treppenhaus (Kurzfilm)
- 2002: Keis Händli – kei Schoggi (Kurzfilm, mit Susanna Hübscher)
- 2010: Goodnight Nobody (Regie, Drehbuch)
- 2016: Almost There (Regie, Drehbuch)
- 2019: Where We Belong (Regie, Drehbuch, Produktion)
- 2025: Don't Let The Sun (Regie, Drehbuch)

## Auszeichnungen
- 2010: Zürcher Filmpreis für Goodnight Nobody[15]
- 2010: Visions du Réel, Prix George Foundation für Besten Newcomerfilm für Goodnight Nobody[16]
- 2011: Fünf Seen Dokumentarfilmpreis für Goodnight Nobody
- 2015: Migros-Kulturprozent CH-Dokfilm-Wettbewerb[17][11]
- 2018: Nominierung für den Schweizer Filmpreis in der Kategorie «Bester Dokumentarfilm» für Almost There; Schweizer Filmpreis für die Beste Montage für Filmeditor Gion-Reto Killias
- 2019: Young Eyes Film Award am DOK Leipzig für Where We Belong[18]
- 2020: Nominierung für den Schweizer Filmpreis in der Kategorie «Bester Dokumentarfilm» für Where We Belong